# Uvala Zavratnica
Uvala Zavratnica este o arie protejată (sit de importanță comunitară — SCI) din Croația întinsă pe o suprafață de 19,25 ha, integral marine.

## Localizare
Centrul sitului Uvala Zavratnica este situat la coordonatele 44°41′55″N 14°53′47″E / 44.698677°N 14.896438°E.

## Înființare
Situl Uvala Zavratnica a fost declarat sit de importanță comunitară în iulie 2013 pentru a proteja un număr necunoscut de specii din flora spontană și fauna sălbatică aflate în arealul zonei.

## Biodiversitate
Situată în ecoregiunea marină mediteraneană, aria protejată conține 2 habitate naturale: Golfuri mici largi și golfuri puțin adânci, Recifuri.
La baza desemnării sitului se află un număr nedeclarat de specii protejate.